# Instinkt (EP)
Instinkt ist die erste EP der deutschen Popsängerin und Rapperin Céline.

## Entstehung und Artwork
Céline schrieb an allen Liedern der EP unter ihrem bürgerlichen Namen Céline Dorka mit. Fünf der Lieder schrieb sie zusammen mit dem Produzentenquartett Beatgees (bestehend aus: Philip Böllhoff, Hannes Büscher, Sipho Sililo und David Vogt) und Yanek Stärk (Kenay). Bei vier Titeln, die Céline mit den Beatgees und Kenay schrieb, war zusätzlich Jan Platt als Autor tätig. Darüber hinaus stehen bei je einem Titel die Autoren Moritz Parker und Peter Stanowsky dem Autorenteam zur Seite. Die restlichen drei Titel der EP schrieb Céline zusammen mit Jennifer Allendörfer (Suena) und Luís-Florentino Cruz (Lucry). Bei einem Titel erhielt das Quartett Unterstützung durch Kenay und Karolina Schrader. Letzterer ist somit, wie die Beatgees, an fünf Titel als Autor beteiligt. Produziert wurden fünf Titel durch das Produzentenquartett Beatgees, eine Produktion tätigten sie gemeinsam mit Kenay. Wie auch bei den Autorenbeteiligungen stammen die restlichen drei Produktionen von Lucry und Suena. Das Mastering erfolgte zu Teilen durch den Stuttgarter Tontechniker Gökhan Güler sowie den Berliner Tontechniker Lex Barkey. Für die Instrumentation war unter anderem der Deutschrapper M.I.K.I an den Streichinstrumenten verantwortlich.
Auf dem Frontcover der EP sind – neben Künstlernamen und Albumtitel – Blätter und Blüten zu sehen. Während die Blätter dunkel in grau und schwarz gehalten sind, sind die Blüten in rötlichen Tönen dargestellt. Vom Betrachter aus unten links befindet sich ein Blatt mit der Aufschrift „104“, eine Anspielung an Céline’s Instagram-Name „celine.104“. Auf der rechten Seite macht es den Anschein, als ob ein Gesicht durchschimmere. Es ist ein Auge zu erkennen sowie Schatten, die eine Augenbraue und eine Nase vermuten lassen. Das Coverbild präsentierte sie erstmals zwei Tage vor Erscheinen, am 14. Oktober 2020, auf ihrem Instagramprofil.

## Veröffentlichung und Promotion
Die Erstveröffentlichung von Instinkt erfolgte am 16. Oktober 2020 als Download und Streaming durch die Musiklabels A Million, BTGS und Groove Attack. Das Extended Play besteht dabei aus acht Titeln. Die Lieder wurden durch Beatgees Publishing und BMG Rights Management (je 8 Titel), Budde Music (4 Titel), den Editionen Djorkaeff-Beatzarre sowie Tricot (2 Titel), Fisherman Songs und Invest in Stars (1 Titel) verlegt.
Céline selbst bewarb die Veröffentlichung von Instinkt erstmals zwei Tage vor Erscheinen auf ihrem Instagramprofil, am 14. Oktober 2020, mit den Worten: „Am Freitag kommt meine EP Instinkt. War mir eine Ehre für euch Musik machen zu dürfen“.

## Inhalt
Alle Liedtexte der EP sind in deutscher Sprache verfasst und stammen von Céline selbst sowie den Koautoren um das Produzentenquartett Beatgees, Kenay, Lucry, Jan Platt und Suena sowie drei weiteren Komponisten und Liedtexter, die vereinzelt Titel komponierten und schrieben. Musikalisch bewegen sich die Lieder überwiegend im Bereich des Hip-Hop und Raps mit Anleihen aus dem Pop- und R’n’B-Bereich. Thematisch befasst sich Céline auf der EP mit enttäuschten Gefühle, innerer Leere, Ängsten und dem Streben nach einem besseren Leben. Die Titel Blue Jeans (englisch für ‚Blaue Jeans‘) und Blessed (englisch für ‚Gesegnet‘) tragen einen englischsprachigen Namen, die Texte sind jedoch auf Deutsch verfasst. Céline verwendet in ihren Liedern stilistisch häufig Anglizismen. So finden sich unter anderem in Blue Jeans folgende Anglizismen wie „Blue Jeans“, „Cash“ (englisch für ‚Geld‘), „Kiddies“ (englisch für ‚Kinder‘), „Millies“ (englisch für ‚Millionen‘), „City“ (englisch für ‚Stadt‘) oder auch „Broke“ (englisch für ‚pleite‘) wieder.
| # | Titel               | Autor(en)                                                                                | Produzent(en)                              | Länge |
| - | ------------------- | ---------------------------------------------------------------------------------------- | ------------------------------------------ | ----- |
| 1 | Dämonen             | Beatgees, Céline Dorka, Jan Platt, Yanek Stärk                                           | Beatgees                                   | 2:38  |
| 2 | Instinkt            | Jennifer Allendörfer, Luís-Florentino Cruz, Céline Dorka                                 | Jennifer Allendörfer, Luís-Florentino Cruz | 3:04  |
| 3 | Blue Jeans          | Jennifer Allendörfer, Luís-Florentino Cruz, Céline Dorka, Karolina Schrader, Yanek Stärk | Jennifer Allendörfer, Luís-Florentino Cruz | 3:12  |
| 4 | Überall             | Beatgees, Céline Dorka, Jan Platt, Peter Stanowsky                                       | Beatgees                                   | 3:27  |
| 5 | Teil nicht mit euch | Beatgees, Céline Dorka, Jan Platt, Yanek Stärk                                           | Beatgees, Yanek Stärk                      | 3:09  |
| 6 | Zu Besuch           | Jennifer Allendörfer, Luís-Florentino Cruz, Céline Dorka                                 | Jennifer Allendörfer, Luís-Florentino Cruz | 2:24  |
| 7 | Tränen aus Kajal    | Beatgees, Céline Dorka, Jan Platt, Yanek Stärk                                           | Beatgees                                   | 2:34  |
| 8 | Blessed             | Beatgees, Céline Dorka, Moritz Parker, Jan Platt, Yanek Stärk                            | Beatgees                                   | 2:57  |

## Singleauskopplungen
Tränen aus Kajal
Céline veröffentlichte drei Singleauskopplungen aus der EP, die allesamt vor der Veröffentlichung von Instinkt erschienen. Die Erste erschien am 3. April 2020 mit Tränen aus Kajal. Die Rap-Ballade über Trennungsschmerz erreichte die deutschen und österreichischen Singlecharts. In Deutschland erreichte die Single in 18 Chartwochen mit Rang 17 seine höchste Chartnotierung, in Österreich mit Rang 51 in acht Chartwochen. Hiermit konnte sich erstmals eine Single von Céline außerhalb Deutschlands in den Charts platzieren. Tränen aus Kajal wurde zum kommerziell erfolgreichsten Titel des Albums. In Österreich ist es die einzige Single, die die Charts erreichte. In Deutschland platzierte sich kein Lied der EP höher oder länger in den Charts. 2020 belegte das Lied darüber hinaus Rang 84 der Single-Jahrescharts in Deutschland. Das dazugehörige Musikvideo von Fati.tv zählte bis November 2020 über 8,1 Millionen aufrufe.
Blue Jeans
Am 24. Juli 2020 erschien mit Blue Jeans die zweite Singleauskopplung. Das Stück, in dem Céline unter anderem über ihre Beziehung zu ihren Eltern und dem Leben nach dem kommerziellen Durchbruch spricht, erreichte Rang 39 der deutschen Charts und hielt sich insgesamt zwei Wochen in den Top 100. Das Musikvideo von Hely Doan und Traviez the Director zählt über 1,9 Millionen Aufrufe bis November 2020.
Zu Besuch
Mit Zu Besuch erschien die dritte Singleauskopplung am 4. September 2020. In diesem Stück geht es darum, zu wenig Zeit für Zwischenmenschliches zu haben, weil die Person den Fokus auf das „Geschäft“ legt. Die Single erreichte für eine Chartwoche die deutschen Singlecharts und platzierte sich dabei auf Rang 52. Bis November 2020 zählte das Musikvideo über 800.000 Aufrufe, Regie führten erneut Doan und Traviez the Director.
Überall
Das Lied Überall schaffte es aufgrund hoher Download- und Streamingzahlen bereits vor seiner Singleveröffentlichung in die deutschen Singlecharts. Nach der ersten Verkaufswoche des Albums erreichte es Rang 89 in Deutschland und war der erste Titel der sich in den Charts platzierte, ohne als Single erschienen zu sein. Am 18. Dezember 2020 folgte die Singleveröffentlichung, jedoch nicht in seiner Studioversion, sondern als neu eingespielte Akustikversion. Inhaltlich verarbeitet Céline hierbei den Verlust eines Menschen, den sie lange Zeit nicht richtig schätzte, was sie im Nachhinein bereut. Die Frage um welche Art Verlust es sich handelt, lässt sie offen. Das dazugehörige Musikvideo zählt bis Januar 2021 über 730.000 Aufrufe.
Dämonen
Nachdem Céline zwischenzeitlich in den Jahren 2021 und 2022 weitere Singles – die nicht Bestandteil dieser EP waren – veröffentlichte, erschien am 20. Januar 2023 ein Promo-Tonträger zu Dämonen. Hierbei handelt es sich jedoch um eine Akustikversion, die im Rahmen von Amazon Musics „Level-Space-Edition“-Reihe veröffentlicht wurde. Inhaltlich geht es in dem Lied um Célines Durchbruch, insbesondere beleuchtet sie dabei die Schattenseiten des Ruhms und der Musikindustrie sowie ihre Fehler und Selbstzweifel aus der Vergangenheit, die sie immer noch verfolgen.

## Mitwirkende
| Albumproduktion - Jennifer Allendörfer (Suena): Komponist (Lieder: 2–3, 6), Liedtexter (Lieder: 2–3), Musikproduzent (Lieder: 2–3, 6) - Lex Barkey: Mastering (Lieder: 3–4, 6) - Beatgees: Komponist (Lieder: 1, 4–5, 7–8), Liedtexter (Lieder: 1, 4–5, 7–8), Musikproduzent (Lieder: 1, 4–5, 7–8) - Luís-Florentino Cruz (Lucry): Komponist (Lieder: 2–3, 6), Liedtexter (Lieder: 2–3, 6), Musikproduzent (Lieder: 2–3, 6) - Céline Dorka: Gesang (Lieder: 1–8), Komponist (Lieder: 1–5, 7–8), Liedtexter (Lieder: 1–8), Rap (Lieder: 1–8) - Gökhan Güler: Mastering (Lied 7) - M.I.K.I: Streichinstrumente (Lied 7) - Moritz Parker: Liedtexter (Lied 8) - Jan Platt: Komponist (Lieder: 1, 4–5, 7), Liedtexter (Lieder: 1, 4–5, 7) - Karolina Schrader: Komponist (Lied 3), Liedtexter (Lied 3) - Yanek Stärk (Kenay): Komponist (Lieder: 1, 3, 5, 7–8), Liedtexter (Lieder: 1, 3, 5, 7–8), Musikproduzent (Lied 5) - Peter Stanowsky: Komponist (Lied 4), Liedtexter (Lied 4) | Unternehmen - A Million: Musiklabel (Lieder: 1–8) - Beatgees Publishing: Verlag (Lieder: 1–8) - BMG Rights Management: Verlag (Lieder: 1–8) - BTGS: Musiklabel (Lieder: 1–8) - Budde Music: Verlag (Lieder: 4–5, 7–8) - Edition Djorkaeff-Beatzarre: Verlag (Lied 5) - Edition Tricot: Verlag (Lieder: 5, 8) - Fisherman Songs: Verlag (Lied 5) - Groove Attack: Musiklabel (Lieder: 1–8) - Invest in Stars: Verlag (Lied 8) |

## Rezeption

### Rezensionen
iTunes beschrieb die EP als sehr konzentrierte Arbeit mit acht Titeln, die „Sound-ästhetisch“ sowie in Bezug auf Stimmung und lyrische Inhalte einer konsequenten Haltung folgen würden. Die „808-getriebenen“ Beats würden einen melancholischen „Late-Night-Vibe“ kreieren. Instinkt sei ein aufregendes und verheißungsvolles Debüt einer Musikerin mit großem Potenzial.
Das deutschsprachige Online-Magazin Diffus ist der Meinung, dass einige Lieder dieser EP unter die Haut gingen. Das Album beinhalte neben den bekannten Veröffentlichungen wie Blue Jeans oder Zu Besuch auch neue „emotionale Rohdiamanten“ aus dem Pop- und Rap-Bereich. Céline überzeuge mit „eingängigen melodischen Hooks“ wie in Überall und treffe mit „gefühlsbetonten Songs“ den Nerv einer ganzen Generation. Auch wenn die Instagram-Aussage „War mir eine Ehre für euch Musik machen zu dürfen“ einige Fans in wilde Spekulationen über ein Ende ihrer noch so frischen Karriere verfallen ließe, hoffe das Online-Magazin auf weitere Lieder von Céline.

### Charts und Chartplatzierungen
Instinkt erreichte in Deutschland Rang 51 der Albumcharts und platzierte sich eine Woche in den Top 100. In den deutschen Hip-Hop-Charts erreichte das Album Rang zehn und platzierte sich zwei Wochen in den Top 20. Darüber hinaus konnte sich das Album an sieben Tagen in den deutschen iTunes-Tagesauswertungen platzieren und erreichte dabei mit Rang 13 seine höchste Chartnotierung am Tag seiner Veröffentlichung.
Für Céline war es der erste Charterfolg in den deutschen Albumcharts.